# قمبوعة الكبرى (جهاد)
قمبوعة الكبرى (بالفارسية: گمبوعه بزرگ) هي قرية تقع في إيران في قسم جهاد الريفي. يقدر عدد سكانها بـ 1,846 نسمة .